# La evasión
La evasión (Le Trou) es una película dramática francoitaliana dirigida por Jacques Becker y estrenada en 1960. Es una adaptación del libro de 1957 José Giovanni La evasión. Se basa en un suceso real ocurrido a cinco presos en la prisión de La Santé en Francia en 1947. Becker, que murió justo semanas después de terminar el rodaje, con un elenco de actores no profesionales en los papeles principales, incluyendo un hombre (Jean Keraudy) que de hecho estuvo implicado en el intento de fuga del año 1947, y que es quien te cuenta la historia en la película. Participó en el Festival de Cannes de 1960.

## Sinopsis
Debido a obras de reparación en su bloque, Claude Gaspard, un preso muy educado, es trasladado a una nueva celda de la Prisión de La Santé. Ahí están cuatro internos con largas condenas, que van de los diez años a una posible ejecución en la guillotina. En ella se entera de que sus compañeros han decidido evadirse cavando un túnel. El propio Gaspard está acusado de intentar asesinar a su mujer, y se enfrenta a una sentencia que puede llegar a los veinte años de prisión.
Gaspard pronto gana su confianza lo suficiente para que ellos le revelen su plan de huida: cavando un agujero en el suelo para alcanzar los pasadizos que quedan por debajo. Participa en los preparativos y entabla amistad con sus nuevos camaradas.
El grueso de la película se centr sobre su progreso gradual, que da como resultado que dos de los hombres alcanzan una alcantarilla en una calle del exterior, más allá del muro de la prisión. Sin embargo, estos dos no se escapan, y en lugar de ello vuelven a la celda para organizar la escapada de todos juntos. Uno de los presos, Geo, decide no unirse a la evasión.
Justo cuando están preparados para irse, a Gaspard lo llaman al despacho del director, y le dicen que su esposa ha retirado los cargos; y que pronto lo liberarán. Al volver a la celda, Gaspard tiene que apagar las sospechas de sus compañeros de celda de que los ha delatado. Sin embargo, en el último momento, justo cuando los cuatro se van a ir, por el túnel, un grupo de guardias aparece fuera y se dan cuenta de que realmente los ha traicionado. Sigue una lucha en la celda e intervienen los guardias.
Gaspard vuelve a su celda original. A los cuatro los dejan en paños penores, antes de ir a un confinamiento solitario. Pero también han engañado a Gaspard, pues el director tiene una reputación de intercambiar información con rumores de una pronta liberación. Con independencia de que su esposa no lo denuncie, el estado aún desea perseguirlo.

## Elenco
- Michel Constantin como Geo Cassine
- Marc Michel como Claude Gaspard
- Jean Keraudy como Roland Darbant
- Philippe Leroy como Manu Borelli
- Raymond Meunier como Vossellin / Monseigneur
- Jean-Paul Coquelin como el teniente Grinval
- André Bervil como el director
- fr como Bouboule
- Gérard Hernandez como un prisionero
- Dominique Zardi como un prisionero
- Paul Préboist como un guardia
- Catherine Spaak como Nicole (no acreditada)

## Producción
Según los materiales para la prensa de 1964 que están incluidos en el deuvedé The Criterion Collection, Jacques Becker primero leyó sobre el intento de escapada de la prisión de La Santé de 1947. Años después, descubrió que José Giovanni había hecho un relato de ficción sobre el mismo intento de escapada en la novela de 1957 La evasión. Becker contactó con el editor de Giovanni, Gallimard, y Becker y Giovanni colaboraron en el guion de La evasión.
Durante la producción, Becker contrató a tres de los presos que intentaron escapar como asesores técnicos. Uno de los asesores, Roland Barbat (usando el seudónimo de Jean Keraudy), aparece en la película en el personaje de Roland Darbant, que plenea el túnel para escaparse e improvisa las herramientas que usan.
Barbat también aparece al comienzo del libro como él mismo, trabajando en un Citroën 2CV (Barbat se convirtió en mecánico al salir de prisión). Afirma directamente a la cámara que vamos a ver una historia verdadera.

## Estilo
La fotografía en blanco y negro es de Ghislain Cloquet.
La escena donde tres personajes diferentes se turnan para ir abriendo el agujero en el suelo está rodada en un solo plano, de casi cuatro minutos de duración.
No hay partitura musical, salvo en los títulos de crédito finales.
La película no tiene títulos de crédito de apertura.

## Críticas
Se considera que es la mejor película de Jacques Becker y, según François Truffaut, una obra maestra. La minuciosidad con la que se relatan los preparativos de la evasión eclipsa la interpretación de los actores, confiriendo a la película un carácter de documental.
La evasión tiene una valoración en Rotten Tomatoes de 94% basado en dieciocho críticas, con una puntuación media de 8,59/10. Dave Kehr, del Chicago Reader, lo saludó como «el último gran florecimiento del clasicismo francés; la “tradición de calidad” aquí se apaga con una obra maestra».Bosley Crowther, en The New York Times, señaló que los actores no profesionales «interpretan sus papeles con una fuerza tan simple y natural que se convierten no solo en osados aventureros sino también amigos profundamente apreciables». «Siempre que a los hombres los ponen tras unas rejas» escribió Kenneth Turan, «han tramado cómo escaparse, y aquellos planes han impulsado infinidad de películas sobre «fuga de la cárcel». Pero incluso dentro de ese gran grupo, sobresale La evasión».
Al mismo tiempo que alababa la película, Richard Brody, de The New Yorker escribió que la obra de Becker «profundamente empática, la perspectiva fanáticamente específica de sus protagonistas deja fuera algunos elementos. [José] Giovanni no eran un criminal cualquiera —colaborador nazi, chantajeó, torturó y asesinó a judíos durante, e incluso después, de la ocupación. El encanto del mundo criminal de Francia dependía no solo del código de silencio de los criminales, sino también del de Becker, e incluso de toda Francia».